# Абкаларкуль
Абкаларкуль или Абкала́р-Куль — озеро в России, располагается у восточной окраины села Ямбухтино на территории Спасского района Республики Татарстан.
Представляет собой водоём карстово-суффозионного происхождения, находящийся на высокой террасе реки Волги. Озеро имеет продолговатую форму, длиной 350 м и максимальной шириной в 110 м. Площадь водной поверхности озера составляет 3,2 га. Наибольшая глубина достигает 3,2 м, средняя глубина равняется 1,6 м. Уровень уреза воды находится на высоте 100 м над уровнем моря. Вода очень мягкая и с низкой минерализацией.